# Tropico (série de jogos eletrônicos)
Tropico é uma série de simulação e estratégia.

## Jogos
Abaixo uma lista com os jogos da série.

### Tropico
- Plataformas: Microsoft Windows, Mac OS, Mac OS X
- Lançamento: 2001[1][2]

### Tropico 2: Pirate Cove
- Plataformas: Microsoft Windows, Mac OS, Mac OS X
- Lançamento: 2003[3][4]

### Tropico 3
- Plataformas: Microsoft Windows, Xbox 360
- Lançamento: 2009[5][6]

Em 24 de Setembro de 2009, a editora alemã Kalypso Media lançou Tropico 3 desenvolvida por Haemimont Games depois de adquirir os direitos de licenciamento sobre Tropico em 3 de Novembro de 2008. Uma versão americana foi lançada em 20 de Outubro de 2009, e depois o jogo foi lançado para Xbox 360 em 16 de Fevereiro de 2010.

### Tropico 4
- Plataformas: Microsoft Windows, Xbox 360
- Lançamento: 2011[7][8]

Em 1 de Fevereiro de 2011, Kalypso Media anunciou Tropico 4. Depois, durante a Game Developers Conference, em 3 de Março, Kalypso Media anunciou que a versão para Xbox 360 e PC sofreria um atraso. A versão para PC incluiria compatibilidade com redes sociais, muitas novas construções, 20 novas missões, 10 novos mapas, e gráficos melhorados. Ainda durante a GDC, Kalypso Media anunciou que o jogo seria lançado em Agosto de 2011 junto com um trailer. O jogo para PC foi lançado no fim de Agosto, enquanto que a versão para Xbox 360 no meio de Outubro.
Tropico 4 - Modern Times
Tropico 4: Modern Times é um pacote de expansão para Tropico 4, lançado nas lojas em 3 de Abril de 2012, e na Steam em 28 de Março de 2012.
O pacote de expansão projeta 'El Presidente' e Tropico no século 21, permitindo construções e decretos modernos, e um "terceiro setor" econômico (seguros, bancos, serviços, etc).

### Tropico 5
- Plataformas: Microsoft Windows, Xbox 360, Playstation 4, Linux, OS X
- Lançamento: 2014

De acordo com o blog Joystiq, Tropico 5 está atualmente sendo desenvolvido e e será o próximo título da Haemimont Games depois de Omerta: City of Gangsters. Entretanto nenhuma declaração oficial foi feita pela Kalypso Media ou pelo grupo Haemimont.

### Tropico 6
Lançado em 29 de Março de 2019, para Microsoft Windows, MacOS, Linux, e recebendo versões posteriores para PlayStation 4 e Xbox One no mesmo ano, Tropico retorna com mais um novo título, após 5 anos desde o lançamento de Tropico 5, revitalizando e trazendo novos gráficos.
Desenvolvido pela Limbic Entertainment e publicado pela já conhecida Kalypso Media.
Uma versão para Nintendo Switch segue sem data de lançamento.